# Otylie Kovářová-Máchová
Otylie Kovářová-Máchová (rozená Máchová, 24. září 1873 Biala, Halič – 30. srpna 1928 Praha-Libeň) byla česká politička, pedagožka a sociální pracovnice, členka strany Československá národní demokracie. V letech 1919 až do své tragické smrti v roce 1928 byla zvolenou členkou Zastupitelstva Hlavního města Prahy, čímž se nejspíše stala první ženskou vykonavatelkou zastupitelského úřadu v historii města, a zároveň jednou z nejúspěšnějších komunálních političek meziválečného Československa.

## Život

### Mládí
Narodila se jako Otylie Máchová v Bialé v Haliči (pozdější západní Ukrajina), dle příjmení lze soudit, že v rodině zdejších českých osadníků. Posléze přesídlila do Prahy.  

### Politická a sociální činnost
Stala se zakladatelkou humanitární a charitativní organizace Svaz srdce matčina. Po vzniku Československa získala po prvních československých komunálních volbách konaných 15. června 1919 mandát členky obecního zastupitelstva Hl. m. Prahy. Mandát obhájila také v druhém období, ve kterém působila jako místopředsedkyně Ústředního sociálního sboru Hl. m. Prahy, působila rovněž v kulturním výboru města. Mj. se zasloužila o zřízení dětské ozdravovny v Krči a několika dalších veřejných ústavů. 
Kromě aktivit se sociálním přesahem se angažovala rovněž v mírovém hnutí. V rámci této činnosti navštívila Francii, kde v místech vojenských pohřebišť padlých v bitvě u Verdunu na severu země uložila prsť půdy z Čech (prsť půdy od Verdunu byla pak převezena do Prahy a uložena v památníku u Staroměstské radnice). Za své zásluhy v prohlubování a povznášení sociální péče na mezinárodním poli byla vládou Francouzské republiky oceněna velkou zlatou medailí a také zlatou medailí sociální vzájemnosti. Hojně se účastnila domácích i mezinárodních mírových a dalších sjezdů. Přispívala rovněž do několika periodik, zaměřených především na ženské čtenářky, jako např. Ženský svět.

### Nehoda a úmrtí
V pátek 24. srpna 1928 okolo jedné hodiny odpolední jela v Praze automobilem řízeném šoférem. Při jízdě praskly konstrukční prvky vozidla, které se stalo neovladatelným a došlo k jeho nárazu do sloupu elektrického vedení. Otylie Kovářová-Máchová utrpěla při kolizi těžký otřes mozku a zranění v obličeji. Byla převezena do sanatoria v Podolí, kde byla ošetřena. Její stav se však zhoršil a o čtyři dny později, 30. srpna v půl deváté večer, zemřela ve svém bytě v Praze-Libni následkem plicní embolie, způsobené úrazem, ve věku 54 let. V Praze byla pravděpodobně také pohřbena.